# Архієпископ Кентерберійський

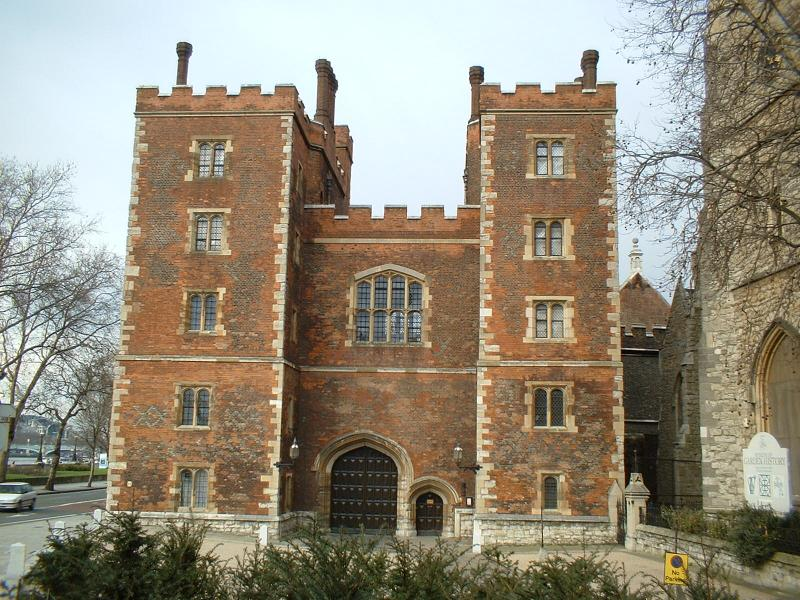
Палац Ламбет — офіційна резиденція архієпископа

Архієпи́скоп Кентербері́йський (англ. Archbishop of Canterbury) — історично Головний Пастир і Опікун Помісної Церкви в Англії і Великій Британії; Архієпископ у Городі Кентербері, а також духовний лідер Англіканського Співтовариства у світі, у межах Європи, Євразії, Америки і Планети Земля в цілому. Він також — Голова Діоцезу Кентербері. Архієпископ Кентерберійський та Єпископи Церкви Англії в Князівстві Англії і Великої Британії історично це більше, ніж просто впливові люди. Як і їх попередники в дорозкольну і до реформаційну епоху з ними пов’язана фактична політична влада в Краї. Велика Британія, поряд з Іраном та Ватиканом, залишається однією з трьох держав у світі, яка досі має священнослужителів: 26 «Панів Духовних» з постійним місцем у Верхній Палаті (Сенаті, Раді Старійшин) Великої Британії.

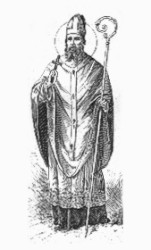
Августин Кентерберійський

Першим архієпископом Кентерберійським був Августин Кентерберійський (або Августин Святий; * ? — † 604), посланий римським папою Григорієм I, щоб навернути Англію в християнство.
У 2013-2024 роках 105-м архієпископом Кентерберійським був Джастін Портал Велбі. З 07 січня 2025 року вакантна посада.